# Гирявые Исковцы
Гирявые И́сковцы (укр. Гиряві Ісківці) — село в Лохвицком районе Полтавской области Украины.
Является административным центром Гирявоисковецкого сельского совета, в который, кроме того, входят сёла Весёлое, Зирка, Млыны, Степовое, Слободка, Старый Хутор, Червоная Балка, Чижи и Шевченково.
Код КОАТУУ — 5322682401. Население по переписи 2001 года составляло 1040 человек.

## Географическое положение
Село Гирявые Исковцы находится на левом берегу реки Сула, выше по течению на расстоянии в 1,5 км расположено село Лука, ниже по течению на расстоянии в 2,5 км расположено село Млыны, на противоположном берегу — село Ячники. Река в этом месте извилистая, образует лиманы, старицы и заболоченные озёра.
Рядом проходят автомобильные дороги Т-1705 и Р-60.

## Экономика
- Молочно-товарная ферма.
- «Свитанок», ЧП.
- «Перемога-Плюс», ООО.

## Объекты социальной сферы
- Школа.
- Дом культуры.

## Известные жители и уроженцы
- Юрченко, Николай Тимофеевич (1924—2010) — Герой Социалистического Труда.